# Султан ибн Абдул-Азиз Аль Сауд
Султа́н ибн Абду́л-Ази́з ибн Абдуррахма́н А́ль Сау́д (араб. سلطان بن عبد العزيز بن عبد الرحمن آل سعود‎; 5 января 1928, Эр-Рияд, Саудовская Аравия — 22 октября 2011, Нью-Йорк, США) — наследный принц Саудовской Аравии в 2005—2011 годах. Пятнадцатый сын короля Абдул-Азиза Аль Сауда.

## Биография

### Ранние годы
Родился 5 января 1928 года в Эр-Рияде. Сын короля Абдул-Азиза от Хассы ас-Судайри. Второй по старшинству член «семёрки Судайри».
У него было 6 родных братьев и 4 сестры: король Фахд (1921—2005), принц Абдуррахман (1931—2017), принц Наиф (1933—2012), принц Турки (1934—2016), король Салман (род. 1935) и принц Ахмед (род. 1942) , а сёстрами: принцесса  Лулува (ум. 2008), принцесса Латифа (ум. 2024),  принцесса Аль-Джаухара (ум. 2023) и принцесса Джавахир (ум. 2015).

### Должность

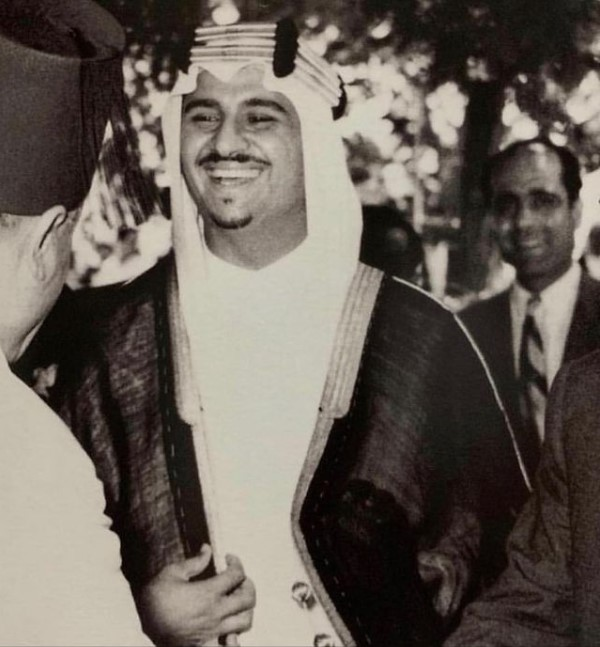
Принц Султан в молодые годы

С 1947—1952 годах был эмиром Эр-Рияда , сменив на посту брата Нассера. Он руководил строительством железнодорожной линии, соединивший Эд-Даммам с Эр-Риядом.
В 1953—1955 годах был министром сельского хозяйства, а с 1955—1962гг. министром транспорта.
С 1962—2011 годах был министром обороны и авиации. Находясь в этой должности,  развивал Вооружённые силы Саудовской Аравии, закупая американскую военную технику и оружие, был сторонником сотрудничества между двумя странами.
В 1965 году санкционировал сделку с British Aircraft Corporation, модернизировав авиацию.

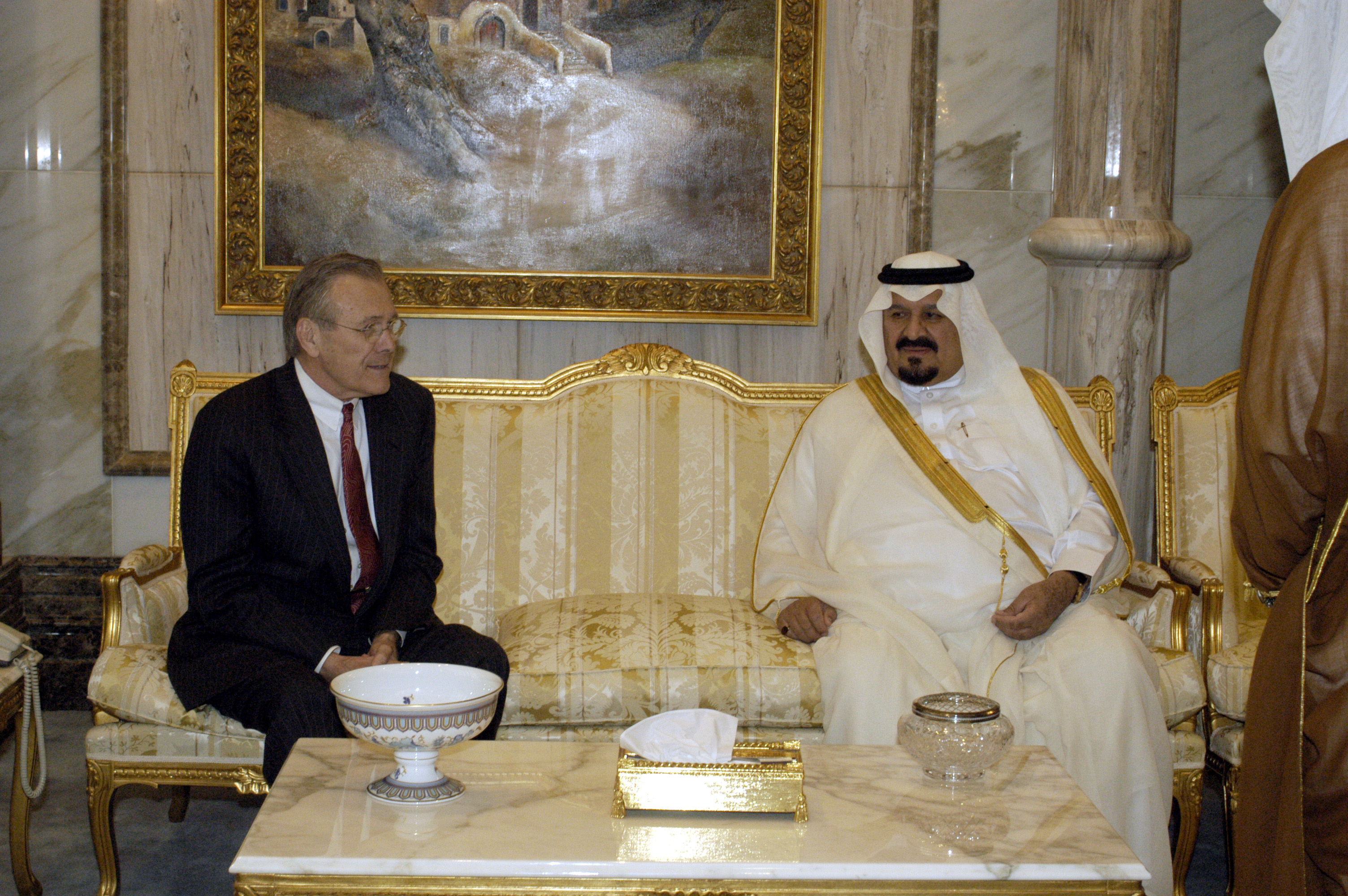
Принц Султан с министром обороны США Дональдом Рамсфелдом в апреле 2003 года

В 1982 году был назначен вторым заместителем премьер-министра, в этой должности он был до 2005 года. В 1995 году пытался низложить своего брата Абдаллу с должности наследного принца, созвав совет улемов, но попытка не удалась.
Посетил Иран в мае 1999 года, совершив первый визит саудовского министра после 1979 года.
С 2005 года стал первым вице-премьер-министром и наследным принцем страны, помимо наследника престола был генеральным инспектором королевства.

### Смерть
Скончался после продолжительной болезни 22 октября 2011 года в Нью-Йорке. Был похоронен в Эр-Рияде 25 октября на кладбище Эль-Уд.

## Семья
У него было более 30 детей от разных жён и некоторые сыновья занимали и занимают посты в государстве.Среди его сыновей:
От принцессы Муниры бинт Абдулазиз Аль Джилуви:
- Принц Халид (род. 1949) — фельдмаршал армии и военный деятель страны , помощник министра обороны и авиации и генеральный инспектор по военным вопросам (2001—2011) , заместитель министра обороны (2011—2013)[6];
- Принц Фахд (род. 1950) — губернатор провинции Табук (1987— наст.время)[7];
- Принц Фейсал  (род. 1951) — генеральный секретарь фонда Султана бин Абдул-Азиза Аль Сауда[8];
- Принц Турки (1959—2012) — заместитель министра культуры и информации (2011—2012) , умер от сердечного приступа[9].

От Хизиран:
- Принц Бандар (род. 1949) — посол страны в США (1983—2005) , Генеральный секретарь совета национальной безопасности (2005—2015) и Генеральный директор Службы общей разведки (2012—2014)[10] , специальный посланник короля Абдаллы (2014—2015);.

От принцессы Ситы бинт Джуэад Аль-Дамер:
- Принц Салман (род. 1976) — помощник генерального секретаря СНБ (2008—2013) , заместитель министра обороны Саудовской Аравии (2013—2014)[11], губернатор провинции Медина (с 2023)

От принцессы Хоты бинт Абдалла Аль Шейх:
- Принц Бадр (род. 1980) — эмир Эль-Джауфа (февраль—декабрь 2018) , заместитель губернатора Мекки (декабрь 2018—декабрь 2023).

От принцессы Аль Бандари бинт Сант Аль Отаиби:
- Принц Ахмед (род. 1983) — филантроп и бизнесмен.

## Награды
Награды Саудовской Аравии
| Страна            | Дата вручения | Награда                                      | Награда                                      | Литеры |
| ----------------- | ------------- | -------------------------------------------- | -------------------------------------------- | ------ |
| Саудовская Аравия | 1973          | Орден короля Абдель-Азиза ибн Сауда 1 класса | Орден короля Абдель-Азиза ибн Сауда 1 класса |        |

Иностранных государств
| Страна               | Дата вручения | Награда                                                                   | Награда                                                                   | Литеры |
| -------------------- | ------------- | ------------------------------------------------------------------------- | ------------------------------------------------------------------------- | ------ |
| Египет               | —             | Кавалер орденской цепи Нила                                               | Кавалер орденской цепи Нила                                               |        |
| Кувейт               | —             | Кавалер ордена Кувейта 1 класса                                           | Кавалер ордена Кувейта 1 класса                                           |        |
| Марокко              | —             | Кавалер ордена Мухамадийя 2 класса                                        | Кавалер ордена Мухамадийя 2 класса                                        |        |
| Нигер                | —             | Кавалер Большого креста Национального ордена Нигера                       | Кавалер Большого креста Национального ордена Нигера                       |        |
| Сирия                | —             | Кавалер ордена Омейядов 1 класса                                          | Кавалер ордена Омейядов 1 класса                                          |        |
| Судан                | —             | Кавалер орденской цепи Почёта                                             | Кавалер орденской цепи Почёта                                             |        |
| Китайская Республика | —             | Кавалер Большой ленты специального класса ордена Благожелательных облаков | Кавалер Большой ленты специального класса ордена Благожелательных облаков |        |
| Того                 | —             | Гранд-офицер ордена Моно                                                  | Гранд-офицер ордена Моно                                                  |        |
| Испания              | 15 июня 1966  | Кавалер Большого креста ордена Гражданских заслуг                         | Кавалер Большого креста ордена Гражданских заслуг                         |        |
| Чад                  | 1972          | Кавалер Большого креста Национального ордена Чада                         | Кавалер Большого креста Национального ордена Чада                         |        |
| Сенегал              | 1972          | Кавалер Большого креста ордена Льва                                       | Кавалер Большого креста ордена Льва                                       |        |
| Франция              | 1973          | Гранд-офицер Национального ордена «За заслуги»                            | Гранд-офицер Национального ордена «За заслуги»                            |        |
| Венесуэла            | 1975          | Кавалер ордена Освободителя 1 класса                                      | Кавалер ордена Освободителя 1 класса                                      |        |
| Испания              | 15 июня 1981  | Кавалер Большого креста ордена Изабеллы Католической                      | Кавалер Большого креста ордена Изабеллы Католической                      |        |
| Италия               | 19 июля 1997  | Кавалер Большого креста ордена «За заслуги перед Итальянской Республикой» | Кавалер Большого креста ордена «За заслуги перед Итальянской Республикой» |        |
| Испания              | 6 июня 2008   | Кавалер Большого креста ордена Карлоса III                                | Кавалер Большого креста ордена Карлоса III                                |        |